# Republika Marquetalii
Republika Marquetalii – w 1950 r. komunistom udało się przejąć kierownictwo nad walką chłopów o ziemię w południowej części departamentu Tolima. Uzbrojeni chłopi zaczęli dokonywać parcelacji majątków obszarniczych. W 1953 r. siły rządowe przeprowadziły ofensywę w rejonie Villarica. Pod naciskiem armii kolumna partyzancka pod dowództwem Jacobo Priasa Alape („Charro Negro”) wycofała się w górzysty rejon Marqetalia na południu Tolimy. W rejonie tym osiedliło się setki chłopskich rodzin uciekających przed armią i obszarnikami. Powstała tam faktycznie niezależna republika na czele której stał Manuel Marulanda Velez ps. „Tiro Fijo”, członek kierownictwa Komunistycznej Partii Kolumbii. Podobne „strefy wyzwolone” komuniści utworzyli w regionach El Pato (Oscar Reyes), Riochiquito (Ciro Castaňo Trujillo) i Guayabero. Na początku lat 60. rząd postanowił je zlikwidować. W 1960 r. fiaskiem zakończyła się pierwsza ofensywa na Marquetalię, w 1962 r. druga załamała się w bitwie nad rzeką Atá, jednak w czerwcu 1964 obszar został opanowany przez armię. El Pato zostało zajęte wiosną 1965 r. a Riochiquito latem tego roku; Guayabero armia przejęła w kwietniu 1966 r. Zmusiło to komunistów do przekształcenia brygad chłopskiej samoobrony w lotne kolumny partyzanckie.